# یوکو ماکی
یُوکُو ماکی (انگلیسی: Yōko Maki؛ زادهٔ ۱۵ اکتبر ۱۹۸۲) هنرپیشه اهل ژاپن است. وی در فیلم‌هایی مثل عفونت و فیلم ترسناک آمریکایی کینه بازی کرده است.